# Gymnolophus obscura
Gymnolophus obscura is een slangster uit de familie Ophiotrichidae.
De wetenschappelijke naam van de soort werd in 1867 gepubliceerd door Axel Vilhelm Ljungman.